# Sócrates (futbolista)
Sócrates Brasileiro Sampaio de Souza Vieira de Oliveira (Belém, 19 de febrero de 1954-São Paulo, 4 de diciembre de 2011), más conocido como Sócrates, fue un futbolista y médico brasileño.
Se le considera uno de los futbolistas más talentosos de la década de 1980 por su visión de juego, buena distribución de balón y estilo elegante. Sus especialidades eran el regate y el pase con el tobillo para imprimir mayor ritmo. Debutó en 1974 con el Botafogo de Ribeirão Preto y en 1978 fichó por el Corinthians, donde se convirtió en la estrella. Tras una breve experiencia europea en la Fiorentina, regresó a Brasil para jugar en el Flamengo y en el Santos, retirándose en 1989.
A nivel internacional, fue capitán de la selección de fútbol de Brasil y disputó dos Copas Mundiales (1982 y 1986) y dos Copas América (1979 y 1983).
Destacó también por su militancia política. En el Corinthians fue uno de los impulsores de la «Democracia Corinthiana», movimiento pionero de autogestión en el deporte nacional, y se implicó en la plataforma «Directas Ya» que luchó contra la dictadura para que Brasil recuperase la forma de gobierno electoral. En ese sentido, se valió del poder del fútbol para denunciar las injusticias que sucedían en el país.
Sócrates se doctoró en medicina por la Universidad de São Paulo en 1977, razón por la que fue apodado «el Doctor». Su hermano Raí también fue futbolista profesional.

## Biografía

### Nacimiento y formación
Nació y se crio en Belém, en el estado interior de Pará. Su padre era funcionario público y un amante autodidacta de la literatura. De hecho, dio a su hijo el nombre del filósofo griego Sócrates porque en los días previos al nacimiento estaba leyendo República de Platón, y dos de sus hermanos también fueron bautizados como los pensadores Sófocles y Sóstenes. Al poco tiempo la familia se trasladó a São Paulo por motivos laborales, estableciéndose en Ribeirão Preto.
Sócrates ingresó en un colegio de la orden de los hermanos Maristas, donde tuvo su primer contacto con el fútbol. No obstante, los padres le insistieron en que priorizase los estudios frente al deporte. Una vez cumplió la formación obligatoria, ingresó en la Universidad de São Paulo para cursar medicina. Compaginó los libros con el fútbol profesional y se doctoró en 1977.
Al margen de su educación, superior a la de otros futbolistas brasileños de la época, destacó por su implicación política hacia la izquierda. Cuando tenía diez años y se produjo el golpe de Estado de 1964, vio como su padre quemó libros de la biblioteca familiar por miedo a ser detenido. Ese incidente despertó el interés, acrecentado en la universidad cuando conectó con movimientos contra la dictadura militar.
Es el primogénito de seis hijos. El menor de todos ellos, Raí Souza Vieira de Oliveira «Raí», siguió con éxito sus pasos e incluso ganó una Copa Mundial de Fútbol, título que Sócrates nunca pudo conseguir.

### Carrera profesional
Mientras estudiaba, siguió jugando al fútbol en las categorías inferiores del Botafogo de Ribeirão Preto. En 1974 fue ascendido al primer equipo. Durante las cuatro temporadas que permaneció allí disputó un total de 57 partidos oficiales y llegó a ser máximo goleador del Campeonato Paulista de 1976. A pesar de que tuvo menos tiempo que sus compañeros para entrenar por los estudios, se convirtió rápidamente en una de sus figuras.
En 1978 firmó un contrato profesional por uno de los equipos más importantes de São Paulo, el Sport Club Corinthians. En sus primeros años con los albinegros ganó el Campeonato Paulista de 1979 y consolidó su papel en el fútbol brasileño, muy reconocible por su pelo rizado y barba negra. Ese mismo año debutó con la selección nacional.
Tras una serie de malos resultados que terminaron con la dimisión del presidente del Corinthians, en abril de 1982 nació la llamada «Democracia Corinthiana», un movimiento inédito en el fútbol brasileño. Sócrates fue impulsor junto a otros compañeros con compromiso político como Wladimir, Walter Casagrande y Zenon. A través de la autogestión, todos los miembros de la entidad decidían por consenso sobre los asuntos que les afectaban. El movimiento no solo sirvió para democratizar el deporte nacional, sino también para concienciar a la sociedad brasileña contra la dictadura: en el dorso de la camiseta llegaron a imprimirse frases como «democracia» y «Día 15 Vote» (en referencia a las primeras elecciones a gobernador en São Paulo).
La época de la «Democracia Corinthiana» coincidió con su plenitud deportiva. Corinthians, que antes del Campeonato Paulista de 1977 había estado 21 años sin lograr el título, logró dos consecutivos en 1982 y 1983 definiendo el título a favor las dos veces en la final frente al São Paulo FC, uno de sus principales rivales con el cual disputa el clásico majestuoso, y solucionó su situación económica. Al finalizar su contrato, la estadística total en el club paulista fue de 298 partidos oficiales y 172 goles, siendo el octavo mayor artillero de la entidad a pesar de no ser delantero.
Con la selección brasileña fue capitán en la Copa Mundial de Fútbol de 1982 de una de las generaciones más talentosas dirigida por Telê Santana y con jugadores como Zico, Falcão, Toninho Cerezo y Júnior en la plantilla. Aunque Brasil no ganó ningún título, fue recordado en el imaginario colectivo por su atractivo juego. Ya con el estatus de estrella nacional, Sócrates fue reconocido en 1983 con el título de «Mejor futbolista del año en Sudamérica».
A los 30 años, Sócrates aceptó una oferta de la Fiorentina para disputar la Serie A italiana. Solo estuvo allí una temporada, la edición de 1984/85, en la que participó en 25 partidos y anotó 6 goles. Al año siguiente regresó a Brasil para fichar por el Flamengo de Río de Janeiro, con el que ganó la Taça Rio y el Campeonato Carioca. Fue convocado también para la Copa Mundial de Fútbol de 1986.
Abandonó el Flamengo al finalizar la temporada de 1987. Y aunque se especuló con su despedida del fútbol, prefirió volver a São Paulo para terminar su carrera profesional en el Santos F. C., club al que apoyaba cuando era niño. Tras ello regresó al Botafogo de Ribeirão Preto y jugó su último encuentro el 12 de noviembre de 1989, ante el São José.

### Vida posterior
Al poco tiempo de la retirada inauguró en Ribeirão Preto, con una inversión de 300 000 dólares, una clínica médica especializada en atención a deportistas, el Medicine Socrates Center. Mantuvo su influencia en la sociedad brasileña como columnista en prensa y comentarista deportivo.
Su carrera como entrenador no fue exitosa y duró poco en todos los sitios donde estuvo. En 1994 asumió el banquillo del Botafogo de Ribeirão Preto pero solo estuvo dos meses. En 1996 fue contratado por la Liga Deportiva Universitaria de Quito (Ecuador) y dirigió cinco partidos con un récord de una victoria, tres empates y una derrota. Al poco tiempo dimitió por la indisciplina de la plantilla. Tres años después tuvo una breve experiencia en el modesto Cabofriense, al que llegó por recomendación de su amigo en la selección Leandro. Y en 2004 se marchó a un equipo de la novena división inglesa, el Garforth Town, para asumir el cargo de jugador-entrenador durante un mes.
Pelé le incluyó en 2004 en su lista FIFA 100 de mejores futbolistas vivos de la historia.
La Asociación de Fútbol de Cuba intentó en 2011 que Sócrates se convirtiese en el director técnico de la selección cubana. Aunque pensó aceptarla solo si recibía el salario de un trabajador común, nunca se llevó a cabo.

### Muerte
En agosto de 2011 fue ingresado en el hospital Albert Einstein de São Paulo con hemorragia digestiva causada por hipertensión portal. Tras esa intervención, se supo que Sócrates había tenido problemas con el tabaco y el alcohol, ya conocidos durante su época profesional, que minaron su salud hasta el punto de sufrir una cirrosis hepática. No obstante, en entrevistas negó que ello afectase a su carrera. Un mes después recayó en la enfermedad y llegó a estar en coma inducido, pero se recuperó.
En diciembre ingresó de nuevo en cuidados intensivos del mismo centro con intoxicación alimentaria de un filete Stroganoff. Aunque toda la familia solo se sintió indispuesta, en el caso del futbolista su estado de salud era ya tan frágil que derivó en un cuadro crítico de choque séptico. Sócrates falleció a las 4:30 de la mañana del 4 de diciembre de 2011 por fallo multiorgánico.
La muerte fue tal y como pidió en una entrevista de 1983: «Quero morrer em um Domingo e com o Corinthians Campeão» («Quiero morir un domingo y con el Corinthians campeón»). La fecha fue en la madrugada del domingo y esa misma tarde su equipo se proclamó campeón de liga. Sus restos están enterrados en el cementerio Bom Pastor de Ribeirão Preto.
Toda la sociedad brasileña mostró condolencias por el fallecimiento. La presidenta de Brasil, Dilma Rousseff, lamentó «la pérdida de uno de sus hijos más queridos» y destacó que «además de un ídolo del fútbol, Sócrates fue un campeón de la ciudadanía preocupado por su pueblo y por su país». Por parte de la Confederación Brasileña de Fútbol se decretó un minuto de silencio en todos los encuentros de la última jornada, coincidente con la fecha del óbito. Todos los jugadores del Corinthians lo guardaron con el puño en alto, tal y como el jugador celebraba sus goles. En otros de sus antiguos clubes, el Botafogo de Ribeirão y la Fiorentina decretaron luto oficial.

## Selección nacional
Sócrates fue internacional por la selección de Brasil en 60 partidos oficiales y marcó 22 goles. Su debut se produjo el 17 de mayo de 1979 en un amistoso frente a Paraguay. Dos meses después disputó la Copa América 1979 y su país finalizó cuarto.
Ha disputado dos Copas Mundiales de Fútbol. La primera fue la edición de España 1982, en la que además ejerció la capitanía bajo la dirección técnica de Telê Santana. Formó parte de una generación histórica de futbolistas que pese a no ganar fue recordada por su atractivo juego de ataque, con estrellas como Zico, Falcão y Toninho Cerezo. En el primer partido frente a la Unión Soviética marcó un gol, un tremendo disparo desde la frontal del área que se coló por la escuadra. Fue una de las piezas clave. Brasil terminó eliminada por Italia en un ajustado 3:2 en el estadio de Sarriá. Sócrates marcó el 1-1 En la Copa América 1983 Brasil llegó a la final y la perdió contra Uruguay.
Volvió para la Copa del Mundo de 1986 en México, donde llamó la atención no solo por su juego, sino también por llevar cintas blancas en la cabeza con mensajes como «Mexico sigue en pie» (en referencia al terremoto de 1985) o «People need justice». En el primer partido contra España anotó el único gol del choque y mantuvo la titularidad en todos los partidos. En octavos de final marcó frente a Polonia un penalti sin necesidad de correr, y en cuartos trató de repetirlo frente a Francia cuando tuvo la oportunidad. Sin embargo, su disparo fue detenido por Joël Bats y los franceses eliminaron a Brasil.

### Participaciones en Copas del Mundo
| Mundial                        | Sede   | Resultado        | Partidos | Goles |
| ------------------------------ | ------ | ---------------- | -------- | ----- |
| Copa Mundial de Fútbol de 1982 | España | Segunda fase     | 5        | 2     |
| Copa Mundial de Fútbol de 1986 | México | Cuartos de final | 5        | 2     |

### Participaciones en Copa América
| Mundial           | Sede          | Resultado   | Partidos | Goles |
| ----------------- | ------------- | ----------- | -------- | ----- |
| Copa América 1979 | Sin sede fija | Semifinales | 4        | 3     |
| Copa América 1983 | Sin sede fija | Subcampeón  | 1        | 0     |

## Otras consideraciones

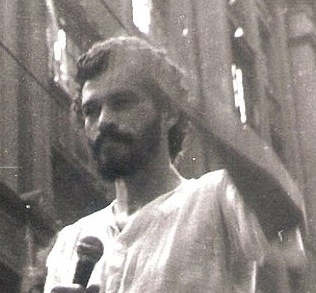
Sócrates en 1984, participando en el movimiento político Diretas Já.

### Estilo de juego
Sócrates fue un mediocentro ofensivo muy famoso por su técnica y una excelente visión de juego. Al principio de su carrera se desempeñó como delantero, pero los entrenadores del Botafogo retrasaron su posición hasta el centro del campo. Poseía un buen golpeo de balón y un disparo muy fuerte, con el que tuvo buenos registros goleadores para su posición. Sin embargo, su especialidad eran los pases y los regates.
La jugada más característica era el toque de tobillo o «taconazo». No era tan rápido como otros jugadores, así que usaba ese recurso para imprimir más velocidad al juego y despistar a los marcadores. Pelé aseguró de Sócrates que jugaba mejor hacia atrás que muchos futbolistas hacia adelante. Su golpeo con el taco era tan popular que algunos llegaron a creer que chutaba así los penaltis, aunque nunca lo hizo en partidos oficiales; solo lo demostró en los entrenamientos.
Su mayor punto flaco fue el físico. Medía más de 1,90 m (6′ 3″) pero no se distinguió ni por su fuerza ni por su velocidad. A lo largo de su carrera sufrió lesiones físicas derivadas de una mala preparación atlética, y nunca ha ocultado que fumaba y bebía. Siempre defendió que eso no afectaba a su labor porque «el fútbol no es como el tenis, aquí tienes diez compañeros más que corren por ti».

### Política
Al margen de lo deportivo, siempre destacó por su compromiso político y una ideología de izquierdas. En una época marcada por los últimos años de la dictadura militar establecida en 1964, él fue una de las más destacadas voces públicas en favor de la democracia.
Militó en el Partido de los Trabajadores, que desde su fundación defiende el socialismo como forma de organización social. El papel más reconocido es la lucha por la democratización de Brasil. Además de concienciar a la sociedad a través de la «Democracia Corintiana», en el que los miembros del Corinthians decidían por consenso sobre el funcionamiento del club, participó de forma activa en la plataforma Directas Ya, que entre 1984 y 1985 luchó porque el presidente de Brasil fuese elegido por sufragio directo.
Del mismo modo, celebraba muchos de sus goles con el puño derecho cerrado y en alto. Sobre su papel activo en política, declaró lo siguiente en una entrevista de la BBC en 2010:
«La gente me dio el poder como un futbolista popular (...) Si la gente no tiene el poder de decir las cosas, entonces yo las digo por ellos. Si yo estuviera del otro lado, no del lado de la gente, no habría nadie que escuchara mis opiniones».
Entre sus referentes se encuentran Ernesto «Ché» Guevara y John Lennon, ex de Los Beatles y activista por la paz. Uno de sus hijos fue bautizado Fidel por el dirigente cubano Fidel Castro.

### Vida personal
Vivió en Ribeirão Preto, se casó tres veces y tuvo seis hijos. Su última esposa fue la periodista Kátia Bagnarelli. Trabajó como columnista para varios diarios de São Paulo donde opinó no solo sobre temas deportivos, sino también políticos y económicos. Además, ejercía de comentarista deportivo en programas de la televisión brasileña. En las fechas cercanas a su muerte estaba escribiendo una novela sobre la Copa Mundial de Fútbol de 2014.
Doctorado en medicina por la facultad de Ribeirão Preto (adscrita a la Universidad de São Paulo), no ejerció la profesión hasta su retirada. Abrió una clínica privada en su ciudad de residencia.
Siempre mostró interés por la música, el arte y especialmente la filosofía, heredado de la vocación autodidacta del padre. Sus pensadores favoritos eran Maquiavelo y Hobbes. Cuando llegó a la Fiorentina en 1984, respondió que viajó a Italia para «leer a Antonio Gramsci en su idioma original».

## Clubes

### Como jugador
| Club                 | País   | Año       | Partidos | Goles |
| -------------------- | ------ | --------- | -------- | ----- |
| Botafogo-RP          | Brasil | 1974-1978 | 57       | 24    |
| Corinthians Paulista | Brasil | 1978-1984 | 298      | 172   |
| Fiorentina           | Italia | 1984-1985 | 25       | 6     |
| C. R. Flamengo       | Brasil | 1985-1987 | 11       | 3     |
| Santos F. C.         | Brasil | 1988-1989 | 5        | 2     |
| Botafogo-RP          | Brasil | 1989      | -        | -     |
| Total                | Total  | Total     | 456      | 248   |

### Como entrenador
| Club              | País    | Año  |
| ----------------- | ------- | ---- |
| Botafogo F. C.    | Brasil  | 1994 |
| LDU de Quito      | Ecuador | 1996 |
| A. D. Cabofriense | Brasil  | 1999 |

## Palmarés

### Campeonatos regionales
| Título                   | Club        | País           | Año  |
| ------------------------ | ----------- | -------------- | ---- |
| Taça Cidade de São Paulo | Botafogo-RP | San Pablo      | 1977 |
| Campeonato Paulista      | Corinthians | San Pablo      | 1979 |
| Campeonato Paulista      | Corinthians | San Pablo      | 1982 |
| Campeonato Paulista      | Corinthians | San Pablo      | 1983 |
| Taça Río                 | Flamengo    | Río de Janeiro | 1986 |
| Campeonato Carioca       | Flamengo    | Río de Janeiro | 1986 |

### Distinciones individuales
| Distinción                                                | Año  |
| --------------------------------------------------------- | ---- |
| Mejor Jugador de Brasil para la Revista Placar (lectores) | 1982 |
| Mejor Jugador de Brasil para la Revista Placar (jurado)   | 1983 |
| Futbolista del año en Sudamérica                          | 1983 |
| Miembro de la lista FIFA 100                              | 2004 |